# ナイアンティック
ナイアンティック（英: Niantic, Inc.）は、アメリカ合衆国の企業である。モバイル機器を用いた位置情報アプリや位置情報ゲームを製作している。
2010年に設立された 当初は、Googleの社内スタートアップ「Niantic Labs」（ナイアンティック・ラボ）であったが、2015年8月にGoogleから独立し、現在の社名となった。
2015年10月16日、Google、任天堂、ポケモンより最大3,000万ドル調達 し、2016年2月にフジテレビなどから500万ドルの追加資金を調達 している。
設立者のジョン・ハンケは、後のGoogle Earthにつながる地理ソフトを開発してGoogleに買収された「Keyhole」（キーホール社）の共同設立者として、また、Google ストリートビュー及びGoogle マップへの参画によって有名である。

## 社名
ナイアンティックという社名は、カリフォルニア・ゴールドラッシュの際にニューイングランドからサンフランシスコにやってきた捕鯨船「ナイアンティック号」に由来する。ニューイングランドのインディアン部族、ニアンティック族の名に由来するナイアンティック号は、金鉱探しで財を成したい人々を満載しており、サンフランシスコ到着後は乗客も船員も金鉱に行ってしまった。船員のいなくなった船が港に放置され、後から後から押し寄せる船の邪魔になったため、ナイアンティック号など多数の船が浅瀬に引き揚げられて周りを埋め立てられて倉庫やホテルなどに使われた。火災や開発などにより地上の船体は失われたが、船底の残骸はいまでもサンフランシスコの市街地の下に多数埋もれており、ナイアンティック号の船底は1978年に再開発中に地中から発見されている。ナイアンティックという社名はここから発想されたもので、今いる場所についてほとんどの人は知らない興味深い事実を、ネットなどを使って知る手助けを与えたいという理想から来ている。
ナイアンティックの作成した拡張現実/位置情報ゲームである『Ingress』内においては、Niantic の名は、ストーリー中の架空の調査計画「Niantic Project」として登場する。

## 沿革
- 2012年9月 - ナイアンティックは最初のサービスとして、近隣の興味深い場所を探す無料の Android アプリである Field Tripをリリースする。
- 2012年11月 - 二作目となるアプリIngressをAndroid専用の招待制 拡張現実ゲーム としてローンチ
- 2013年10月 - Ingressを継続的 オープンベータ版 としてAndroidでアクセス可能にする
- 2013年12月 - IngressのAndroidプラットフォームでのベータ版を終了させる[6]
- 2014年7月 - iOS版でのIngressをリリースする
- 2014年10月 - 次回作の Endgame のためのキャンペーン（Ancient Societies）をローンチする[7]
- 2015年8月 - Googleから独立
- 2015年9月 - 株式会社ポケモンの新プロジェクトPokémon GOに参加する[8]
- 2016年7月6日 - オーストラリア、ニュージーランド、アメリカでPokémon GOのサービス開始（ポケモン発祥の日本は7月22日10時頃開始）。
- 2018年10月17日 - Ingress the Animation 公開。
- 2018年11月 - Ingress Prime （Ingress 2.0） 配信開始[9][注釈 1]。
- 2019年6月21日 - ハリー・ポッター:魔法同盟 配信開始[10]。
- 2019年10月1日 - Ingress 1.0 Scanner [REDACTED] サービス停止。
- 2019年12月9日 - クアルコムとAR/VR眼鏡の共同開発を発表。
- 2021年3月23日 - 任天堂とピクミンシリーズのスマートフォンアプリ共同開発を発表[11]。
- 2021年08月11日 - Toolbox AI社より3Dスキャンアプリ「Scaniverse (スキャニバース)」の買収を発表。Toolbox AI社の頃は有料版の「Scaniverse Pro」のみで提供されていた機能も含めて全て無料で利用できるようになる[12]。
- 2021年10月27日 - 任天堂と共同開発していたPikmin Bloomのサービスをオーストラリア、シンガポールから順次配信開始（ピクミン発祥の日本は11月1日10時頃開始）。
- 2022年1月31日 - ハリー・ポッター:魔法同盟 サービス停止[13]。
- 2022年3月 - ARアプリ開発会社「8th Wall」の買収を発表[14]。
- 2022年4月 - ARアプリ開発会社「NZXR」の買収を発表[15]。
- 2023年6月29日 - ロサンゼルススタジオを閉鎖し、従業員約230名を解雇する方針を発表。モバイルゲーム事業は縮小するものの、最重要事項と位置付けるPokémon GOなどのサービスは継続する[16]。
- 2025年2月19日 - ゲーム事業について、サウジアラビア系企業への売却を検討している事が米ブルームバーグを通じて報道される。検討価額は約5300億円[17]。
- 2025年3月12日 - 一部の位置情報ゲームおよび関連アプリ[注釈 2]をモバイルゲーム会社「Scopely」に35億ドルで売却するとともに、新会社「Niantic Spatial Inc.」の設立を発表[18][注釈 3]。

## 製品の一覧

### 提供中
- Ingress Prime（位置情報ゲーム、2013年12月（1.0） / 2018年11月（Prime） - ）
- Pokémon GO（位置情報ゲーム、2016年7月 - ）
- Scaniverse（3Dスキャンアプリ、2021年1月（Toolbox AI） / 2021年8月（Niantic） - ）
- Pikmin Bloom（位置情報ゲーム、2021年10月 - ）
- Niantic Campfire（ソーシャルアプリ、2022年 - ）
- Peridot（ARモバイルゲーム、2023年5月[19] - ）
- モンスターハンターNow（英語版）（位置情報ゲーム、2023年9月14日[20] - ）

### サービス終了
- Field Trip（英語版）（位置情報サービス、2012年9月[21] - 2019年後半[22]）
- Harry Potter: Wizards Unite（位置情報ゲーム、2019年6月 - 2022年1月）
- NBA All-World（位置情報ゲーム、2023年1月[23] - 2023年9月22日[24]）

### 開発中止
- 2014年、Niantic は、Endgame: Proving Ground（英語版）を、書籍や映画とあわせて公開する予定であると発表した。最初の書籍は Endgame: The Calling（英語版）である。 映画のタイトルは Endgame: Ancient Truthとなる予定であった[1][25]。ベータ版は2015年後半にリリースされる予定[26]であったが、開発は頓挫し公式サイトも削除されている。
- 『カタンの開拓者たち』を位置情報ゲーム化した『Catan: World Explorers（英語版）』を、CATAN GmbH社が2019年10月24日に発表した。『カタンの開拓者たち』は世界で最も遊ばれているボードゲームのひとつとされており、Nianticが保有するAR技術を元に開発が進められていた。2020年7月から複数の地域でベータテストサービスを行っていたが、2021年9月になって2021年11月にサービスを停止することが発表された[27]。
- 2021年6月、トランスフォーマーの位置情報ゲームである『Transformers: Heavy Metal』が発表された[28]。ハズブロとタカラトミー協力のもと2021年内のリリースを目指して開発が進められていたが、2022年6月に開発中止が発表された[29]。
- 2022年9月、マーベル・コミックの世界を再現したモバイルARゲーム『MARVEL World of Heroes』を発表[30]。2023年内のリリースを目指していたが、2023年6月29日に開発中止が発表された。理由は開発を担当していたロサンゼルススタジオの閉鎖による[16]。

## 日本法人
2015年に初の海外法人として日本で株式会社ナイアンティックが設立され、村井説人が初代代表取締役社長に就任した。2018年には初の米国外開発拠点としてTokyo Studioが設立され、野村達雄が代表に就任した。